# Setouchi
Setouchi  (japanska: 瀬戸内市 ?, Setouchi-shi) är en stad i Okayama prefektur i Japan. Staden fick stadsrättigheter 2004.